# Alapakkam
Alapakkam là một thị trấn thống kê (census town) của quận Kancheepuram thuộc bang Tamil Nadu, Ấn Độ.

## Nhân khẩu
Theo điều tra dân số năm 2001 của Ấn Độ, Alapakkam có dân số 5421 người. Phái nam chiếm 53% tổng số dân và phái nữ chiếm 47%. Alapakkam có tỷ lệ 72% biết đọc biết viết, cao hơn tỷ lệ trung bình toàn quốc là 59,5%: tỷ lệ cho phái nam là 79%, và tỷ lệ cho phái nữ là 65%. Tại Alapakkam, 10% dân số nhỏ hơn 6 tuổi.